# スタッド・ド・フランス
スタッド・ド・フランス（フランス語: Stade de France、フランス語発音: [stad də frɑ̃ːs]）は、フランスのパリ北郊、イル＝ド＝フランス地域圏セーヌ＝サン＝ドニ県のサン＝ドニにある国立スタジアム。

## 概要
収容人員は可動座席込みで8万人で、その名が示す通りサッカーフランス代表およびラグビーフランス代表のホームスタジアムであり、現在は代表戦の大半を当スタジアムで開催している。
国が所有権を持つ。運営は、コンソーシアム企業体Consortium Stade de Franceが行う。
2024年時点でのスタジアムの利用料は、ラグビーユニオン1試合につき120万ユーロ（約1億9750万円）とされ、7万人集客しなければペイしない。2024年11月にラグビーフランス代表と日本代表の対戦が行われたが、5万人しか集客できなかったために、フランスラグビー連盟は数十万ユーロの赤字となった。

## 歴史
1998年FIFAワールドカップ・フランス大会の主会場として建設され、ワールドカップ本大会では決勝を含む9試合が開催された。決勝ではフランスがブラジルを3-0で下し、開催国として初優勝を果たした。
欧州サッカー連盟(UEFA)の定めるUEFAスタジアムカテゴリーで最高の「カテゴリー4」にランクされており、2000年と2006年にはUEFAチャンピオンズリーグの決勝戦を開催した。また、2022年に、UEFAチャンピオンズリーグ 2021-22の決勝戦開催地が当初のサンクトペテルブルクのサンクトペテルブルク・スタジアムから当地に変更となった。
フランス国内サッカーでは、クープ・ドゥ・フランスの決勝を毎年開催している。
2007年には、ラグビーワールドカップ決勝戦の会場となった。現在のところ、サッカーとラグビー双方のワールドカップの決勝戦の会場となったのは当スタジアムと横浜国際総合競技場のみである。2023年のRWCでは準決勝・3位決定戦・決勝戦などが行われ、スプリングボクスが4度目の優勝を決めた決勝戦 (ニュージーランドvs南アフリカ共和国、NZL11-12RSA)は80,065名の観客を集めた。
球技のみならず陸上競技も開催可能であり、2003年世界陸上競技選手権大会の主会場、IAAFダイヤモンドリーグの1戦ミーティングアレヴァの会場となっている。
しかし2015年11月13日、パリ同時多発テロ事件が発生した。この日は同スタジアムで男子サッカーの国際親善試合・フランス対ドイツの試合が行われており、フランスのフランソワ・オランド大統領も観戦していた。この試合会場の入り口付近や近隣のファストフード店で爆弾とみられる爆発音が3回響き、容疑者とみられる人物が自爆テロにより4人が死亡し、1人が巻き込まれて死亡した。また、容疑者とみられる人物がチケットを持っていたが入場を断られた事も明らかになっている。この影響で、ドイツはフランス戦の試合中に発生した今回の事件により安全面を考慮して宿舎へ戻ることを取り止め、試合会場のスタッド・ド・フランスに宿泊することを余儀なくされた。
2024年パリオリンピックにてオリンピック・スタジアム（メインスタジアム）として陸上や7人制ラグビー、閉会式の会場として使用される。夏季五輪のメイン会場、FIFAワールドカップ決勝戦地、ラグビーワールドカップ決勝戦地の3つすべてとなるのは世界初。なお夏季五輪のメイン会場とFIFAワールドカップ決勝戦地の両方となったのは他にも旧ウェンブリー・スタジアム、スタディオ・オリンピコ・ディ・ローマ、ミュンヘン・オリンピアシュタディオン、エスタジオ・ド・マラカナンがある。

### コンサートを行ったアーティスト
- ローリング・ストーンズ
- ジョニー・アリディ
- BTS
- BLACKPINK
- AC/DC
- セリーヌ・ディオン
- U2
- ポリス
- ボン・ジョヴィ
- ティナ・ターナー
- ポール・マッカートニー
- ブルース・スプリングスティーン
- ミューズ
- ブラック・アイド・ピーズ
- マドンナ
- プリンス
- メタリカ
- レッド・ホット・チリ・ペッパーズ
- レディー・ガガ
- ミレーヌ・ファルメール
- エミネム
- One Direction

## 開催された主な大会
- 1998 FIFAワールドカップ

| 日付           | ホームチーム | 結果         | アウェーチーム | ラウンド  |
| -------------- | ------------ | ------------ | -------------- | --------- |
| 1998年06月10日 | ブラジル     | 2-1          | スコットランド | グループA |
| 1998年06月13日 | オランダ     | 0-0          | ベルギー       | グループE |
| 1998年06月18日 | フランス     | 4-0          | サウジアラビア | グループC |
| 1998年06月23日 | イタリア     | 2-1          | オーストリア   | グループB |
| 1998年06月26日 | ルーマニア   | 1-1          | チュニジア     | グループG |
| 1998年06月28日 | ナイジェリア | 1-4          | デンマーク     | ベスト16  |
| 1998年07月03日 | イタリア     | 0-0 (3-4 p.) | フランス       | 準々決勝  |
| 1998年07月08日 | フランス     | 2-1          | クロアチア     | 準決勝    |
| 1998年07月12日 | ブラジル     | 0-3          | フランス       | 決勝      |

- ラグビーワールドカップ2007

- ラグビーワールドカップ2023

| 日付           | ホームチーム     | 結果  | アウェーチーム   | ラウンド            |
| -------------- | ---------------- | ----- | ---------------- | ------------------- |
| 2023年09月08日 | フランス         | 27-13 | ニュージーランド | Pool A              |
| 2023年09月09日 | オーストラリア   | 35-15 | ジョージア       | Pool C              |
| 2023年09月23日 | 南アフリカ共和国 | 08-13 | アイルランド     | Pool B              |
| 2023年10月07日 | アイルランド     | 36-14 | スコットランド   | Pool B              |
| 2023年10月14日 | アイルランド     | 24-28 | ニュージーランド | 準々決勝 (Match 42) |
| 2023年10月15日 | フランス         | 28-29 | 南アフリカ共和国 | 準々決勝 (Match 44) |
| 2023年10月20日 | アルゼンチン     | 06-44 | ニュージーランド | 準決勝 (Match 45)   |
| 2023年10月21日 | イングランド     | 15-16 | 南アフリカ共和国 | 準決勝 (Match 46)   |
| 2023年10月27日 | アルゼンチン     | 23-26 | イングランド     | 3位決定戦           |
| 2023年10月28日 | ニュージーランド | 11-12 | 南アフリカ共和国 | 決勝                |